# Ricardo Richter
Ricardo Richter (* 24. August 1988 in Deutschland) ist ein deutscher Schauspieler, Hörspielsprecher und Synchronsprecher.

## Leben
Ricardo Richter ist der Sohn von Peter Richter und Astrid Richter. Vom etwa zweiten bis zu seinem vierten Lebensjahr wuchs er in Lima (Peru) auf. Sein älterer Bruder Raúl Richter (* 31. Januar 1987) ist ebenfalls Schauspieler und Synchronsprecher, bekannt aus der TV-Sendung Gute Zeiten, schlechte Zeiten.

## Karriere
Ricardo Richter fing mit 11 Jahren an, Synchron zu sprechen. Er kam zufällig durch Jill Schulz, einer ehemaligen Mitschülerin seines Bruders Raúl, dazu. Als Synchronsprecher lieh Ricardo Richter unter anderem Brody Mitchum, gespielt von Matt Lanter, in der Serie Heroes seine Stimme. Des Weiteren spricht Ricardo Richter in der Hörspielserie Die Playmos sowie diverse Rollen in Filmen und Serien. 2009 spielte er im KIKA in der bekannten Serie „Schloss Einstein“ in sechs Folgen mit. Am 23. November 2012 trat er in einer Folge der RTL-Sendung Wer wird Millionär? auf und gewann dort 64.000 Euro. Nachdem Richter in den ersten drei Tribute-von-Panem-Filmen den Peeta gesprochen hatte, entschied sich der deutsche Verleih beim vierten Film für einen anderen Sprecher.

## Synchronsprecherrollen (Auswahl)
Cam Clarke
- 2011: Monster High – Monsterkrass verliebt! als Heath Burns
- 2013: Monster High – Scaris: Monsterstadt der Mode als Heath Burns
- 2015: Monster High – Das große Schreckensriff als Heath Burns

Devon Bostick
- 2008: Simons Geheimnis als Simon
- 2012: Gregs Tagebuch 3 – Ich war’s nicht! als Rodrick Heffley

Josh Hutcherson
- 2009: Mitternachtszirkus – Willkommen in der Welt der Vampire als Steve
- 2010: The Kids Are All Right als Laser
- 2012: Farben der Liebe als Joshua Mason
- 2012: Red Dawn als Robert Kitner
- 2012: Die Tribute von Panem – The Hunger Games als Peeta Mellark
- 2013: Die Tribute von Panem – Catching Fire als Peeta Mellark
- 2014: Escobar: Paradise Lost als Nick
- 2014: Die Tribute von Panem – Mockingjay Teil 1 als Peeta Mellark
- 2019: Burn – Hell of a Night als Billy
- 2017–2020: Future Man als Josh Futterman (Fernsehserie)
- 2023: Five Nights at Freddy‘s als Mike Schmidt

### Filme
- 2002: Daniel Logan als Boba Fett in Star Wars: Episode II – Angriff der Klonkrieger
- 2009: Thomas Dekker als Taylor Ambrose in Beim Leben meiner Schwester
- 2010: Taylor Lautner als Willy in Valentinstag
- 2011: Mason Lee als Teddy, Laurens Bruder in Hangover 2
- 2012: Ryan Guzman als Sean Asa in Step Up: Miami Heat
- 2013: Angutitsiaq Kreutzmann als Larsi in Inuk
- 2013: Miyu Irino als Takao Akizuki in The Garden of Words
- 2013: Richard Maguire als Lil’ Adonis in Battle of the Year
- 2014: Shiloh Fernandez als Phil Hillman in Wie ein weißer Vogel im Schneesturm
- 2014: Christian Madsen als Al in Die Bestimmung – Divergent
- 2014: Chris Sheffield als Ben in Maze Runner – Die Auserwählten im Labyrinth
- 2015: Sebastian Stan als Dr. Chris Beck in Der Marsianer – Rettet Mark Watney
- 2016: Alden Ehrenreich als Hobie Doyle in Hail, Caesar!
- 2017: Alden Ehrenreich als Frank Forbes in Regeln spielen keine Rolle
- 2017: Tom Bateman als Bouc in Mord im Orient Express
- 2018 Richard Autner als Schmied Martin in Die Prinzessin und der blinde Schmied
- 2019: Taylor Frey als Don Hagarty in Es Kapitel 2
- 2020: Aaron Taylor-Johnson als Ives in Tenet
- 2022: Tom Bateman als Bouc in Tod auf dem Nil
- 2023: David Dastmalchian als Veb in Ant-Man and the Wasp: Quantumania
- 2023: Alden Ehrenreich als Eddie Dentwood in Cocaine Bear

### Serien
- 2001: Junko Takeuchi als Mokuba Kaiba in Yu-Gi-Oh!
- 2001–2002: Masako Nozawa als Son-Goten (Kind) in Dragon Ball Z
- 2001–2002: Tomokazu Seki als Tsubasa Ozora in Super Kickers 2006 – Captain Tsubasa
- 2002–2003: Sōichirō Hoshi als Kira Yamato in Gundam Seed
- 2002–2003: Junko Takeuchi als Takuya Kanbara in Digimon Frontier
- 2002–2006: Taylor Ball als Brian Miller in Still Standing
- 2006–2007: Hirofumi Nojima als Thomas H. Norstein in Digimon Data Squad
- 2007–2014: Luke Pasqualino als Frederick Mclair in Skins – Hautnah
- 2009–2011: Nick Purcell als Jake Collins in Troop – Die Monsterjäger
- 2010: Abhi Sinha als Aaron in Ghost Whisperer – Stimmen aus dem Jenseits
- 2011: Cameron Monaghan als Nick Payton in Navy CIS (1 Folge)
- 2011–2017: Dylan O’Brien als Stiles Stilinski in Teen Wolf
- 2011–2012: Alex Heartman als Jayden Shiba in Power Rangers Samurai
- 2012–2014: John Gallagher Junior als Jim Harper in The Newsroom
- 2012–2015: Jorge Blanco als León Vargas in Violetta
- 2012–2015: David Faustino als Mako in Die Legende von Korra
- 2012–2017: Keegan Allen als Toby Cavanaugh in Pretty Little Liars
- 2012–2017: Christopher Abbott als Charlie in Girls
- 2013: Aneurin Barnard als Richard III. in The White Queen
- 2014: Yūki Kaji als Rentaro Satomi in Black Bullet
- 2014–2017, 2022: Robbie Amell als Ronnie Raymond/Deathstorm/Speed Force in The Flash
- 2015–2018: Natsuki Hanae als Ken Kaneki in Tokyo Ghoul
- 2015: Rafael de la Fuente als Julio Torres in Emma, einfach magisch!
- 2015: Maestro Harrell als Matt in Fear the Walking Dead
- 2015–2016: Sean James Teale als Louis Condé in Reign
- 2015–2016: Gregg Sulkin als Liam Booker in Faking It
- 2015–2018: Tanner Stine als Oyster in Die Thundermans
- 2015–2018: William Moseley als Prinz Liam Henstridge in The Royals
- 2016: Nobunaga Shimazaki als Haruka Nanase in Free!
- seit 2016: Alexandre Nguyen als Lê Chiên Kim in Miraculous – Geschichten von Ladybug und Cat Noir
- 2017: Christian Navarro als Tony in Tote Mädchen lügen nicht
- 2017: Yūki Kaji als Lyon Vastia in Fairy Tail
- 2017: Brian Dobson als Kommandant Blunck in Ninjago
- 2017–2020: Takahiro Sakurai in Haikyu!! als Akiteru Tsukishima
- 2018: Nobunaga Shimazaki als Haruka Nanase in Free! Dive to the Future
- 2018–2021: Titus Makin Jr. als Rookie Jackson West in The Rookie
- 2018–2021: Tosin Cole als Ryan Sinclair in Doctor Who
- 2018–2020: Ty Wood als Billy Martin in Chilling Adventures of Sabrina
- 2020: als Willie in Julie and the Phantoms
- 2020–2023: Sacha Dhawan als Graf Orlo in The Great
- seit 2020: Yoshitsugu Matsuoka als Ultimate Mechamaru in Jujutsu Kaisen
- seit 2021: Ben Feldman als Tyler Tuskmon in Monster bei der Arbeit
- 2021: David Dastmalchian als Kurt in What If…?
- 2022: Jack Reynor als Burton Fisher in Peripherie

## Spiele
- 2016: Watch Dogs 2 als Marcus Holloway

## Hörspiele (Auswahl)
- 2000: Dragonball Z – Fusion – Das Original Hörspiel zum Kinofilm, Topsound Vertriebs GmbH (Spv)
- 2006: Star Wars 6-CD Hörspielbox: Episoden I-VI, Box-Set, Label: Folgenreich (Universal)
- 2007: Die Playmos – 1-71 (+4 Promos) Hörspiel Abenteuer Floff +Edel Verlag
- 2020–2021: Kai Meyer: Sieben Siegel (Audible-Hörspielserie, u. a. mit David Nathan & Luisa Wietzorek)